# Tachyphoninae
Tachyphoninae es una subfamilia de aves paseriformes de la familia Thraupidae que agrupa a 30 especies —o 32, dependiendo de la clasificación adoptada— en 11 géneros (algunos monotípicos), nativas de la América tropical (Neotrópico), cuyas áreas de distribución y hábitats  se encuentran entre el norte de México y el centro de Argentina.

## Características

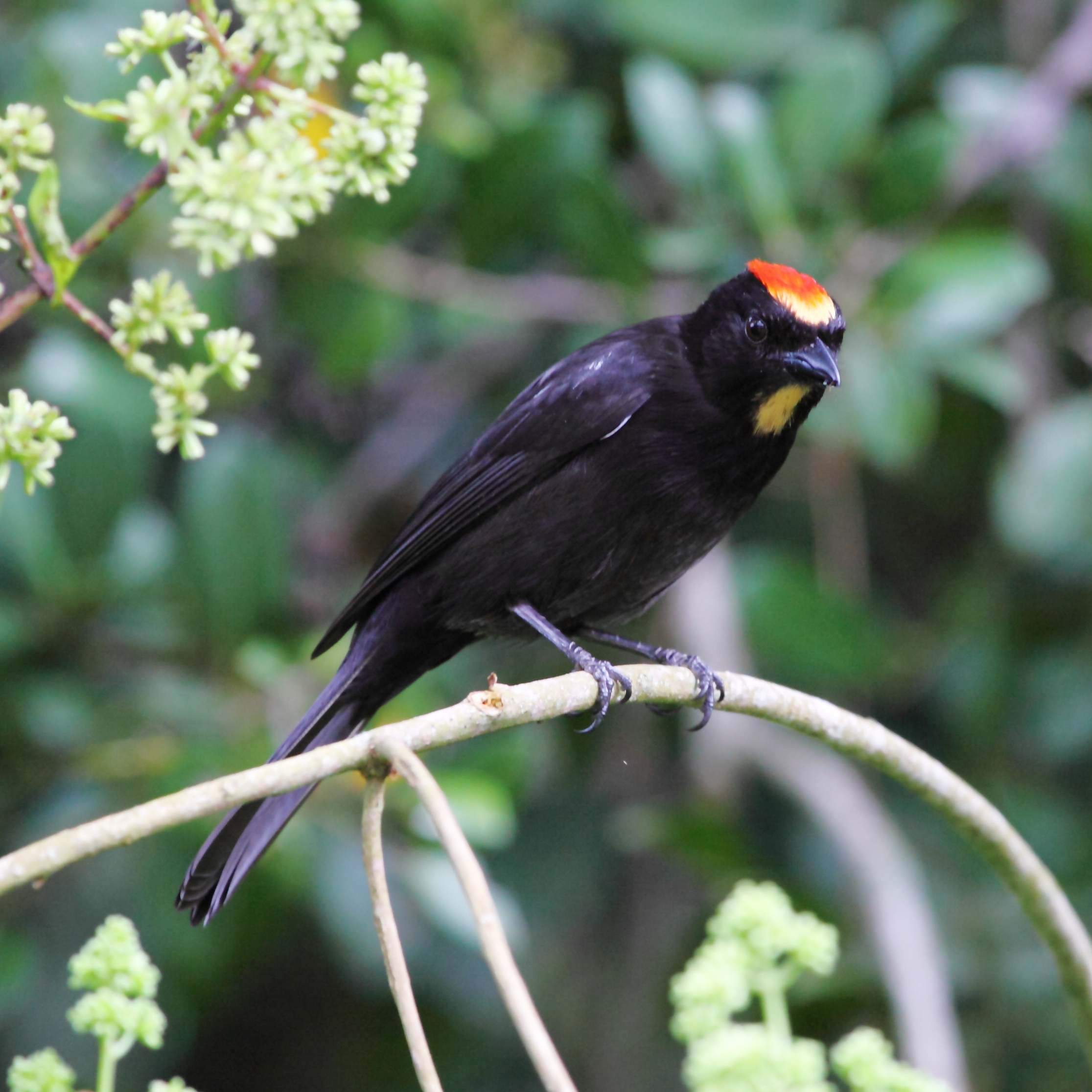
Loriotus cristatus, macho, ejemplo de ornamentación.

Los tráupidos de esta subfamilia presentan algunos ornamentos, como crestas, mándibulas inferiores mayores, parches de brillante colorido carotenoide (amarillo, rojo o anaranjado), parches de plumaje blancos, y, parches de plumas coloridas parcialmente ocultos en la cabeza. La presencia de estos ornamentos del pico y plumaje y las demostraciones asociadas, así como también el marcado dimorfismo sexual de la mayoría de las especies, sugieren que la selección sexual es fuerte en este grupo. La identificación de este grupo como un nuevo clado debería facilitar el estudio de estas características y los comportamientos asociados. Miden entre 13 y 18 cm de longitud, con la excepción de Volatinia jacarina, el menor del grupo, que mide alrededor de 10 cm.

## Taxonomía
Los datos genético-moleculares presentados anteriormente y por Burns et al. (2014) suministraron un fuerte soporte para el agrupamiento en esta subfamilia. A pesar de claramente monofilética, pueden distinguirse dos clados dentro de la misma, uno menor, formado por Volatinia, Conothraupis y Creurgops, y el resto de los géneros en un gran clado que puede ser definido como de tierras bajas.
Los géneros dominantes cuando se realizaron los estudios eran Ramphocelus y Tachyphonus, siendo que este último se demostró ser polifilético; tres especies fueron separadas en un género resucitado Loriotus, y para otras dos Burns et al. (2016) propusieron nuevos géneros monotípicos Maschalethraupis (para Tachyphonus surinamus) y Chrysocorypha (para T. delatrii); sin embargo estos géneros monotípicos no fueron todavía aceptados por el Comité de Clasificación de Sudamérica (SACC) y otras clasificaciones, por lo que la situación taxonómica de estas dos especies es transitoria.

## Géneros
Según el ordenamiento propuesto, la presente subfamilia agrupa a los siguientes géneros:
- Conothraupis
- Volatinia
- Creurgops
- Thrichothraupis
- Heliothraupis
- Eucometis
- Loriotus
- Coryphospingus
- Rhodospingus
- Lanio
- Tachyphonus
- Ramphocelus